# قائمة جزر السويد
قائمة جزر السويد
بحسب احصائية نشرت 2013، السويد تمتلك 267,570 جزيرة. تمثل هذه الجزر 3٪ من مساحة السويد بمساحة 1.2 مليون هكتار. الجزر المأهولة منها لاتتعدى الألف جزيرة.

## مرتبة حسب المساحة
| الجزيرة          | المساحة  | عدد السكان |
| ---------------- | -------- | ---------- |
| غوتلاند          | 2994 كم² | 57,000     |
| أولاند           | 1347 كم² | 25,000     |
| Orust            | 346 كم²  | 15,000     |
| Hisingen         | 199 كم²  | 125,000    |
| Värmdö           | 181 كم²  | 48,000     |
| Tjörn            | 148 كم²  | 15,000     |
| Väddö and Björkö | 128 كم²  |            |
| جزيرة فور        | 113 كم²  |            |
| Selaön           | 95 كم²   |            |
| Gräsö            | 93 كم²   | 800        |
| Svartsjölandet   | 82 كم²   |            |
| Hertsön          | 73 كم²   | 22,000     |
| Alnön            | 68 كم²   |            |
| Ekerö and Munsö  | 68 كم²   |            |
| Tosterön-Aspön   | 66 كم²   |            |
| Ingarö           | 63 كم²   |            |
| Ljusterö         | 62 كم²   |            |
| Torsö            | 62 كم²   |            |
| Ammerön          | 60 كم²   |            |
| Kållandsö        | 57 كم²   |            |

## جزر أخرى معروفة
- آديلسو
- Björkö (Birka)
- Frösön
- Gåsö
- Gotska Sandön
- Helgö
- Holmöarna
- Koster Islands
- Lidingö
- جزيرة العلامة
- Mjältön
- Stora Karlsö
- Ven
- Visingsö